# Van Iddekingebrug
De Van Iddekingebrug is een ophaalbrug in de stad Groningen over het Noord-Willemskanaal. De brug ligt op de plaats waar de Van Iddekingeweg overgaat in het Overwinningsplein. Deze brug vormt samen met de Van Ketwich Verschuurbrug de verbinding tussen De Wijert en Corpus den Hoorn. Direct naast de brug ligt een viaduct onder de A28, maar er zijn geen uitwisselingsmogelijkheden aanwezig. Aan de andere kant van de brug staat de Immanuelkerk. 
De brug heeft een blauwe hameipoort met een witte balans, een kleurstelling die men vaker in de stad Groningen vindt. De brug is in 1965 in gebruik genomen. De brug wordt bediend vanaf de Eelderbrug. 